# Мирослав Арсић
Мирослав Арсић (Пожаревац, 1942) српски је академски сликар и графичар.

## Биографија
Рођен је у Пожаревцу 1942. године, где се и школовао. По завршетку осмогодишње школе уписао је Техничку школу и по завршетку треће године, 1962. године уписао се на студије сликарства на Академији ликовних уметности у Београду. Сликарство је студирао код професора Лазара Возаревића и Љубице Сокић.
Године 1967. дипломирао је на одсеку сликарство у класи Љубице Сокић. Уз редовне студије сликарства факултативно је студирао и мозаик код професора Б. Продановић и графику код професора М. Крсмановића. Посдипломске студије уписао је 1976. године на графичком одсеку Факултета ликовних уметности и завршава их 1978. године код професора Бошка Карановића.
Од 1976. до 1980. године радио је као асистент за предмет Графика на Академији уметности у Новом Саду. Од 1980. године радио је као стручни сарадник у Народном музеју у Пожаревцу.
Члан је од 1968. године УЛУС-а, а од 1973. године члан графичке секције истог удружења.

## Самосталне изложбе
- 1961, 1962, 1966. и 1973

Народни музеј Пожаревац - слике
- 1970.

Галерија Дома ЈНА, Београд - цртежи и слике
- 1972.

Галерија Коларчевог народног универзитета, Београд - слике
- 1973.

Изложбени салон Ротовж, Марибор - слике, графике и цртежи
Галерија графички колектив, Београд - графике
- 1974.

Салон Трибине младих, Нови Сад - графике
- 1975.

Галерија ЗПАП, Ољштин, Пољска - графике
- 1976.

Галерија културног центра Београда - цртежи
Салон Трибине младих, Нови Сад - цртежи
Галерија Милене Павловић Барили, Пожаревац - слике
- 1978.

Галерија графички колектив, Београд - графике
Галерија Ферари, Њујорк - графике и цртежи
- 1980.

Галерија Дома ЈНА, Сињ - графике и цртежи
Музеј Смедерево, Смедерево - слике, цртежи и графике
- 1981

Галерија Музеја Сисак, Сисак -цртежи и графике
Уметничка галерија, Петровац на Млави - графике и цртежи
- 1982.

Салон Музеја савремене уметности, Београд - графике и цртежи (са Живком Ђаком)
- 1983.

Салон Дома културе, Бања Лука - цртежи и графике
Музеј Смедерево, Смедерево - графике
- 1984.

Галерија Милене Павловић Барили, Пожаревац - графике и цртежи
- 1985

Галерија савремене уметности, Ниш - графике и цртежи
- 1988.

Галерија културног центра Београд - слике
- 1989.

Галерија Милене Павловић Барили, Пожаревац -слике
- 1991.

Галерија омладине „Будо Томовић”, Титоград - графике
Галерија Дома културе „Жика Илић-Жути”, Лесковац - графике
Мали ликовни салон, Нови Сад - графике, пастели
- 1996.

Галерија Сунце, Лесковац - графике
- 2000.

Градска галерија, Ужице - цртежи и графике
- 2003.

Галерија савремене уметности, Ниш - слике
Галерија САНУ, огранак Нови Сад - слике
- 2004.

Галерија Дома војске СЦГ, Београд - слике
- 2006.

Галерија 107, Земун - слике
- 2007.

Галерија Народног музеја, Крагујевац - слике
- 2011.

Галерија „Велиша Лековић”, Бар - графике и цртежи
Градска галерија, Пожаревац - слике
- 2012.

Галерија УЛУС, Београд - слике
Галерија Графички колектив, 50 година рада - ретроспективна графика
- 2017.

Галерија 2012, Београд - слике

## Колективне изложбе
Учествовао је на више десетина групних изложби у земљи како на изложбама УЛУС-а, Београдског круга, па до Октобарског салона у Београду, Меморијала Надежде Петровић у Чачку, тако и на изложбама и бијеналима југословенског цртежа и графике у Београду, Загребу, Тузли, Сомбору, Сарајеву, Скопљу, Љубљани, Новом Саду..., као и на изложбама у Индији, САД, Пољској, Мађарској, Тунису, Египту, Немачкој, Шпанији, Француској, Јапану, Италији, Норвешкој, Шведској, Белгији...

## Дела у збиркама
- Музеј савремене уметности, Београд
- Народни музеј, Београд
- Галерија савремене уметности, Ниш
- Народни музеј, Пожаревац
- Народни музеј, Смедерево
- Народни музеј, Крагујевац
- САНУ, одељење Нови Сад
- Радио телевизија Србије, Београд
- Политика, Београд
- Дом Војске Србије, Београд
- Привредна комора Србије, Београд
- Министарство културе Србије, Београд
- Хотел Дунав, Пожаревац
- Галерија 107, Земун
- Галерија „Надежде Петровић”, Чачак
- Архив Србије, Београд
- Народни музеј, Вршац
- Задужбина „Краљ Петар I Карађорђевић”, Топола
- Међународни графички центар, Љубљана
- Збирка „Ликовне јесени”, Сомбор
- Кабинет графике ФЛУ, Београд
- Кабинет графике ЈАЗУ, Загреб и у приватним збиркама у земљи и иностранству

## Награде и признања
- 1968. I награда за сликарство на изложби „Војници - ликовни уметници '68”, Београд
- 1970. Награда за сликарство на VI меморијалу Надежде Петровић, Чачак
- 1972. III награда за графику на I тријеналу југословенске графике, Битољ
- 1973. Награда за графику на пролећној изложби УЛУС-а, Београд
- 1974. Награда за графику на VIII загребачкој изложби југословенске графике, Загреб ЈАЗУ; Откупна награда на XV Октобарском салону, Београд
- 1975. Откупна награда за слику на III изложби југословенског портрета, Тузла
- 1976. Награда „Политике” на V међународној изложби оригиналног цртежа, Сомбор
- 1978. Откупна награда за цртеж на VI тријеналу југословенског цртежа, Сомбор
- 1979. II награда за графику на VII Bienal internacional del deporte en las Bellas artes, Барселона; IV награда за слику на изложби „Београд - илустрација уметника”, Београд; Откупна награда на XIX ликовном аналу, Пореч; Откупна награда СО Савски Венаац на XX октобарском салону, Београд
- 1981. I награда за графику на IV тријеналу југословенске графике, Битољ
- 1982. Награда за графику на VIII Bienal internacional del deporte en las Bellas artes, Мадрид; Повеља културе Културно-просветне заједнице, Пожаревац; Откупна награда за графику на југословенској манифестацији графичке културе, Суботица
- 1984. Награда за графику „Велики печат графичког колектива”,[5] Београд; Iнаграда Ликовне колоније ”Сићево '85 за графику; Награда за графику на V тријеналу југословенске графике, Битољ
- 1985. III награда за сликарство на XV ликовној колонији „Сисак '85”
- 1986. Награда за графику на 27. октобарском салону, Београд
- 1988. Повеља и награда „15. октобар” СО Пожаревац
- 1994. Награда за цртеж на Бијеналу модерног цртежа Југославије, Сомбор; I награда за графику на 2.The second annual international Exibition of miniature art, Стокхолм, Шведска
- 1995. Grand Prix на II међународном бијеналу мале графике, Лесковац
- 1997. Златна значка Културно просветне заједнице Србије
- 2000. Специјална награда за сликарство „Краљ Петар I Карађорђевић” на VI међународном бијеналу минијатуре, Горњи Милановац
- 2015. Grand Prix на XV бијеналу „Милене Павловић Барили”, Пожаревац[6]